# Sangonera la Verde
Sangonera la Verde è una località spagnola, che fa parte del comune di Murcia da cui dista circa 9 km.

## Monumenti e luoghi d'interesse
- Chiesa Arcipretale di Nuestra Señora de los Ángeles
- Cappella della Santa Croce

## Società

### Tradizioni e folclore

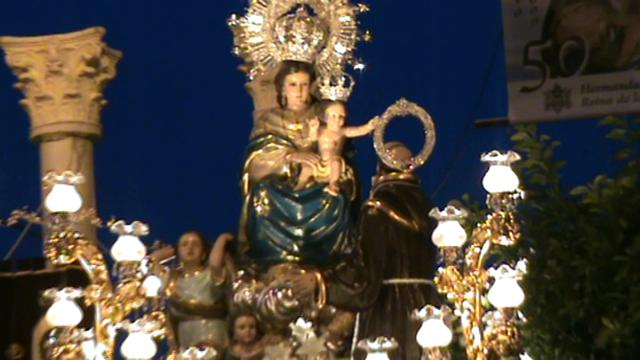
Nuestra Señora de los Angeles, patrona di Sangonera la Verde, nella cerimonia del 50º anniversario della sua incoronazione

Le principali feste religiose sono quelle dedicata a Nuestra Señora de los Ángeles e alla Santa Croce.